# گرت موریس
گرت موریس (انگلیسی: Garrett Morris؛ زادهٔ ۱ فوریهٔ ۱۹۳۷) یک هنرپیشه اهل ایالات متحده آمریکا است. وی از سال ۱۹۶۲ میلادی تاکنون مشغول فعالیت بوده‌است.
از فیلم‌ها یا برنامه‌های تلویزیونی که وی در آن نقش داشته است می‌توان به سر مخروطی‌ها، شرایط بحرانی، چگونه بر هزینه‌های بالای زندگی غلبه کنیم و موتوراما اشاره کرد.